# Birth of the Cool
Pour les articles homonymes, voir Birth.
Albums de Miles Davis
Bopping the Blues
(1946) Cool Boppin
(1951)
Birth of the Cool est un album de jazz de Miles Davis sorti en mars 1957.

## Historique
L'album a été enregistré durant trois séances, deux en 1949 et une en 1950.
À l'été 1948, Miles Davis, en collaboration avec l'arrangeur Gil Evans, qu'il a rencontré plusieurs années auparavant, décide de mettre son projet à exécution en se détachant des principes du bebop pour participer à une nouvelle forme de jazz. Installé à New York, il fonde un nouveau groupe, intermédiaire entre le big band et les petites formations bebop. Ce sera un nonet (neuf musiciens), dont chaque section devra, dans l'esprit de ses créateurs, imiter l'un des registres de la voix humaine : la section rythmique comprend contrebasse, batterie et piano, tenu par l'ancien batteur de Charlie Parker, Max Roach. Parmi les vents, on trouve la trompette de Davis, le saxophone baryton de Gerry Mulligan, le saxophone alto de Lee Konitz, un trombone, un cor d'harmonie et un tuba.
Le 18 septembre 1948, le nonet se produit pour la première fois en public, assurant la première partie du spectacle de Count Basie au Royal Roost de New York sous le titre « Nonet de Miles Davis, arrangement de Gerry Mulligan, Gil Evans et John Lewis ». Une dénomination inhabituelle qui trahit la volonté de créer une musique reposant largement sur les arrangements. Jouant une musique dont l'orchestration riche, les arrangements soignés et la relative lenteur rompent radicalement avec l'urgence du Bebop. Le groupe est remarqué par le directeur artistique des disques Capitol Records, Pete Rugolo, qui se montre très intéressé.
Après un contretemps dû à la grève des enregistrements de 1948, au cours de laquelle Miles refuse de rejoindre le groupe de Duke Ellington, le nonet entre finalement en studio début 1949 à New York pour une série de trois séances qui vont changer la face du jazz. En quinze mois et avec de nombreux musiciens différents, le groupe enregistre une douzaine de morceaux, dont les titres Godchild, Move, Budo, Jeru, Boplicity et Israel. Six d'entre eux sortiront en 78 tours, le reste devant attendre les années 1950 et cet album Birth of the Cool, sorti longtemps après les faits, pour voir le jour.
Le cool jazz est né, mais ce n'est pas une révolution immédiate : le nonet est rapidement dissous, et cette nouvelle musique mettra plusieurs années à s'imposer parmi les musiciens et le public jazz.
Le cool jazz est une réaction aux folies harmoniques du bebop, quand les jazzmen tels Charlie Parker voulaient atteindre le « it » décrit par Jack Kerouac dans son roman phare Sur la route. C'est une musique qui intéresse beaucoup les blancs de la côte Est, plus harmonieuse, travaillée et moins décousue, « froide ». D'ailleurs, la formation se compose à moitié de musiciens blancs. Cet album est la parfaite introduction à cette forme de jazz.
Le disque est pourtant un échec commercial mais il a inspiré des générations de musiciens jusqu'à l'acid jazz qui a repris le terme pour se baptiser Rebirth of the cool. C'est à ce moment que Miles Davis a véritablement lancé sa carrière.
Un livre (en anglais) décrit ce mouvement et son environnement culturel, littérature et pensée avant-gardiste des beat américains : Birth of the cool : Beat, Bebop, and the American Avant Garde.
Le titre est probablement abusif, mais il reflète l'influence que les microsillons 33 tours auront sur le style West Coast en Californie.

## Liste des titres
| N°  | Titre           | Compositeur                         | Date d'enregistrement | Durée |
| --- | --------------- | ----------------------------------- | --------------------- | ----- |
| 1.  | Move            | Denzil Best                         | 21 janvier 1949       | 2:32  |
| 2.  | Jeru            | Gerry Mulligan                      | 21 janvier 1949       | 3:10  |
| 3.  | Moon Dreams     | Chummy MacGregor, Johnny Mercer     | 9 mars 1950           | 3:17  |
| 4.  | Venus de Milo   | Gerry Mulligan                      | 22 avril 1949         | 3:10  |
| 5.  | Budo            | Miles Davis, Bud Powell             | 21 janvier 1949       | 2:33  |
| 6.  | Deception       | Miles Davis                         | 9 mars 1950           | 2:45  |
| 7.  | Godchild        | George Wallington                   | 21 janvier 1949       | 3:07  |
| 8.  | Boplicity       | Cleo Henry (Miles Davis), Gil Evans | 22 avril 1949         | 2:59  |
| 9.  | Rocker          | Gerry Mulligan                      | 9 mars 1950           | 3:03  |
| 10. | Israel          | Johnny Carisi                       | 22 avril 1949         | 2:15  |
| 11. | Rouge           | John Lewis                          | 22 avril 1949         | 3:13  |
| 12. | Darn That Dream | Eddie DeLange, Jimmy Van Heusen     | 9 mars 1950           | 3:26  |

## Musiciens
- Miles Davis : trompette
- Lee Konitz : saxophone alto
- Gerry Mulligan : saxophone baryton
- Junior Collins, Sandy Siegelstein : cor d'harmonie
- Bill Barber : tuba
- J. J. Johnson, Kai Winding, Mike Zwerin : trombone
- Al Haig, John Lewis : piano
- Joe Shulman, Nelson Boyd, Al McKibbon : contrebasse
- Max Roach, Kenny Clarke : batterie

Arrangements
- 1, 5, 11 — John Lewis
- 2, 4, 6, 7, 9, 12 — Gerry Mulligan
- 3, 8 — Gil Evans
- 10 — Johnny Carisi

## Dans la culture populaire
Le titre Moon Dreams apparait comme musique de fond dans les épisodes Les Apprentis Sorciers et Pour l'amour de Lisa dans la série Les Simpson. Birth of the Cool est aussi l'album favori de Lisa Simpson.
Les deux personnages principaux du film français En fanfare (2024) discutent de cet album[réf. souhaitée].